# Il postino suona sempre due volte (film 1981)
Il postino suona sempre due volte (The Postman Always Rings Twice) è un film del 1981 diretto da Bob Rafelson e tratto dal romanzo omonimo di James M. Cain.
Il film è un remake del precedente hollywoodiano Il postino suona sempre due volte del 1946, diretto da Tay Garnett con protagonisti Lana Turner e John Garfield, tratto dallo stesso soggetto.

## Trama
Nel suo girovagare in cerca di espedienti, Frank Chambers si ferma in una tavola calda rurale della California gestita da Nick Papadakis, un immigrato proveniente dalla Grecia, e qui viene lasciato appiedato dall'amico che gli aveva dato un passaggio. Frank simula di aver lasciato il portafogli nell'auto per cui Nick gli offre il lavoro di meccanico nell'annessa stazione di servizio e Frank accetta l'offerta, attratto anche dalla bella Cora, che gestisce il locale insieme al marito Nick, molto più vecchio di lei.
Tra Frank e Cora nasce una relazione. La donna è stanca della propria situazione, sposata con un uomo che non ama, lavora per una tavola calda che desidererebbe possedere e migliorare. Cora convince Frank ad uccidere Nick, così da poter iniziare una nuova vita. Il primo tentativo di omicidio fallisce, ma una serie di circostanze fortunate fa sì che la vittima, pur rimasta gravemente ferita, non sospetti minimamente l'origine del proprio incidente e anzi sia grato a Frank che lo salva soccorrendolo.
Al ritorno di Nick, Cora vorrebbe chiudere con Frank, ma alla richiesta del marito di avere un figlio da lei, torna più forte di prima il desiderio di farla finita con la vecchia vita e rifarsi con un uomo che ama. Così i due amanti inscenano un incidente stradale e causano la morte di Nick. Andando oltre le intenzioni iniziali, Frank rimane realmente ferito in modo serio: ciò non basta, tuttavia, a salvarlo da un'accusa di complicità in omicidio. Ad aggravare il movente passionale c'è la riscossione di un'ingente assicurazione sulla vita.
Gli inquirenti riescono a convincere Frank a querelare Cora per danni, al fine di evitare le accuse di omicidio, in quanto già incriminato in passato per altre accuse, e far ricadere tutte le colpe solo su Cora. La cosa determina una rottura fra i due con la donna che, vistasi ormai persa e colma di rabbia, confessa tutta la verità sul delitto. Ma a raccogliere la deposizione è un assistente dello scaltro avvocato che con un'abile operazione riesce a mettere in libertà entrambi. Provati dall'accaduto, i due si separano per un po' anche perché Cora deve accorrere al capezzale della madre malata. Frank dopo un po' di giorni chiude la tavola calda, avventurandosi in un piccolo viaggio senza meta nel quale intraprende anche una breve relazione con la domatrice di un circo itinerante.
Al ritorno di Cora la passione si riaccende e... la tavola calda torna a prosperare. Il passato è però pronto a tornare a perseguitarli quando vengono ricattati dall'uomo che ha curato la deposizione con cui Cora si autoaccusava. Superato anche questo ostacolo, Cora scopre il tradimento di Frank: lui si fa perdonare dimostrando quanto tenga al figlio che lei ha in grembo e chiedendole quindi di sposarla. Un nuovo incidente d'auto, però, sconvolge, stavolta senza volerlo, le loro vite: Frank sbanda e Cora è sbalzata dall'abitacolo morendo sul colpo e ponendo fine a tutti i progetti di vita insieme (e di famiglia), appena espressi da entrambi, nel momento di maggiore intesa e serenità mai vissuto dai due.

## Distribuzione
È stato presentato fuori concorso al 34º Festival di Cannes.